# Pantan Kela
Pantan Kela is een bestuurslaag in het regentschap Gayo Lues van de provincie Atjeh, Indonesië. Pantan Kela telt 221 inwoners (volkstelling 2010).